# Toyota Belta
Toyota Belta – jest sedanem technicznie opartym na modelu Yaris. Belta zadebiutowała w 2006 roku. Auto nie jest sprzedawane w Polsce, ani w Europie. Głównym rynkiem sprzedaży jest Japonia, Australia, Ameryka Północna i Azja Południowa.
Belta jest montowana w Japonii, Tajlandii i na Filipinach.

## Wyposażenie
Wyposażenie Toyoty Belty jest dość ubogie. Obejmuje m.in. ABS, zagłówki foteli, 4 poduszki powietrzne. Nie można zamówić ESP.

## Galeria

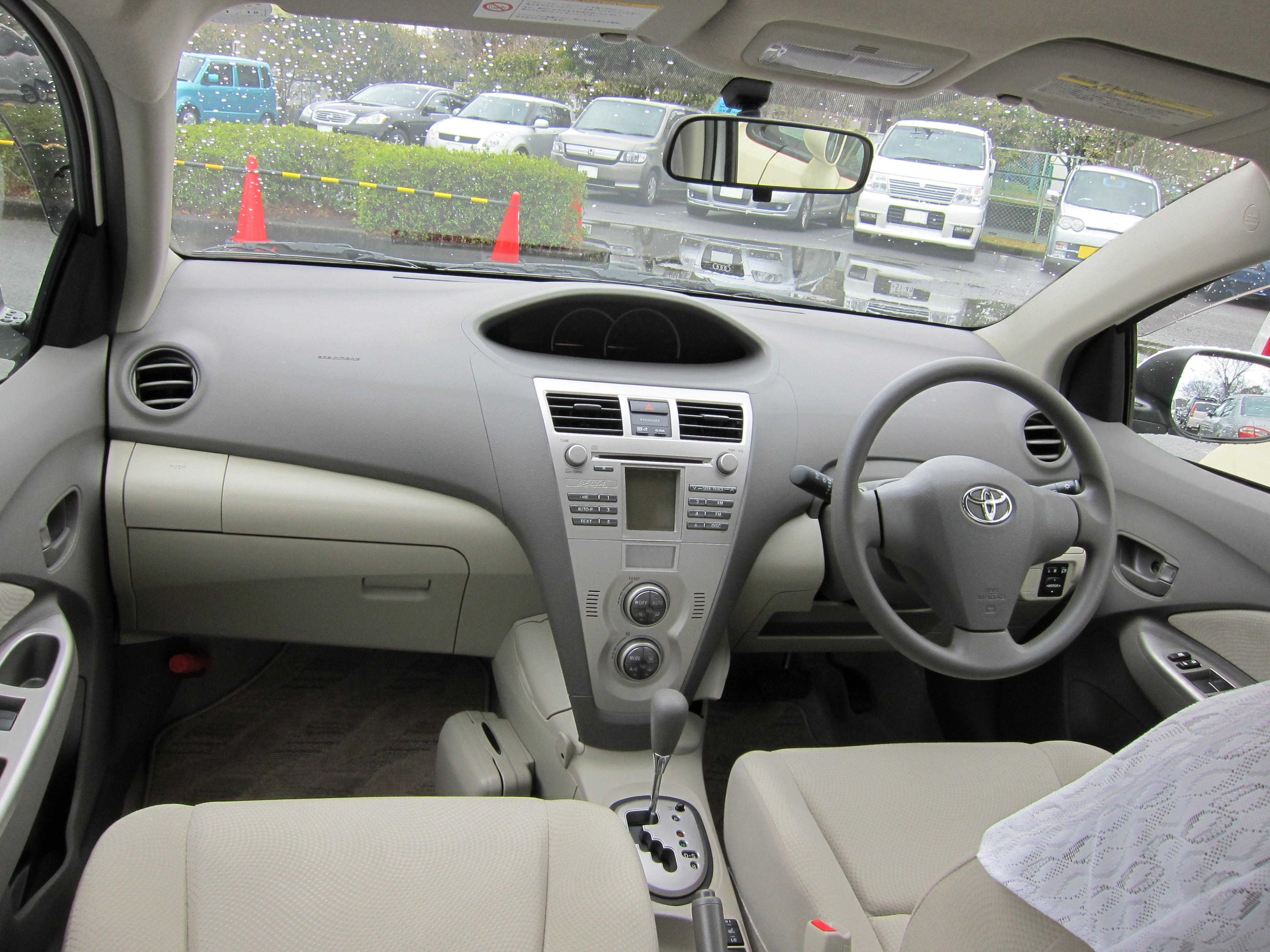
Toyota Belta w środku
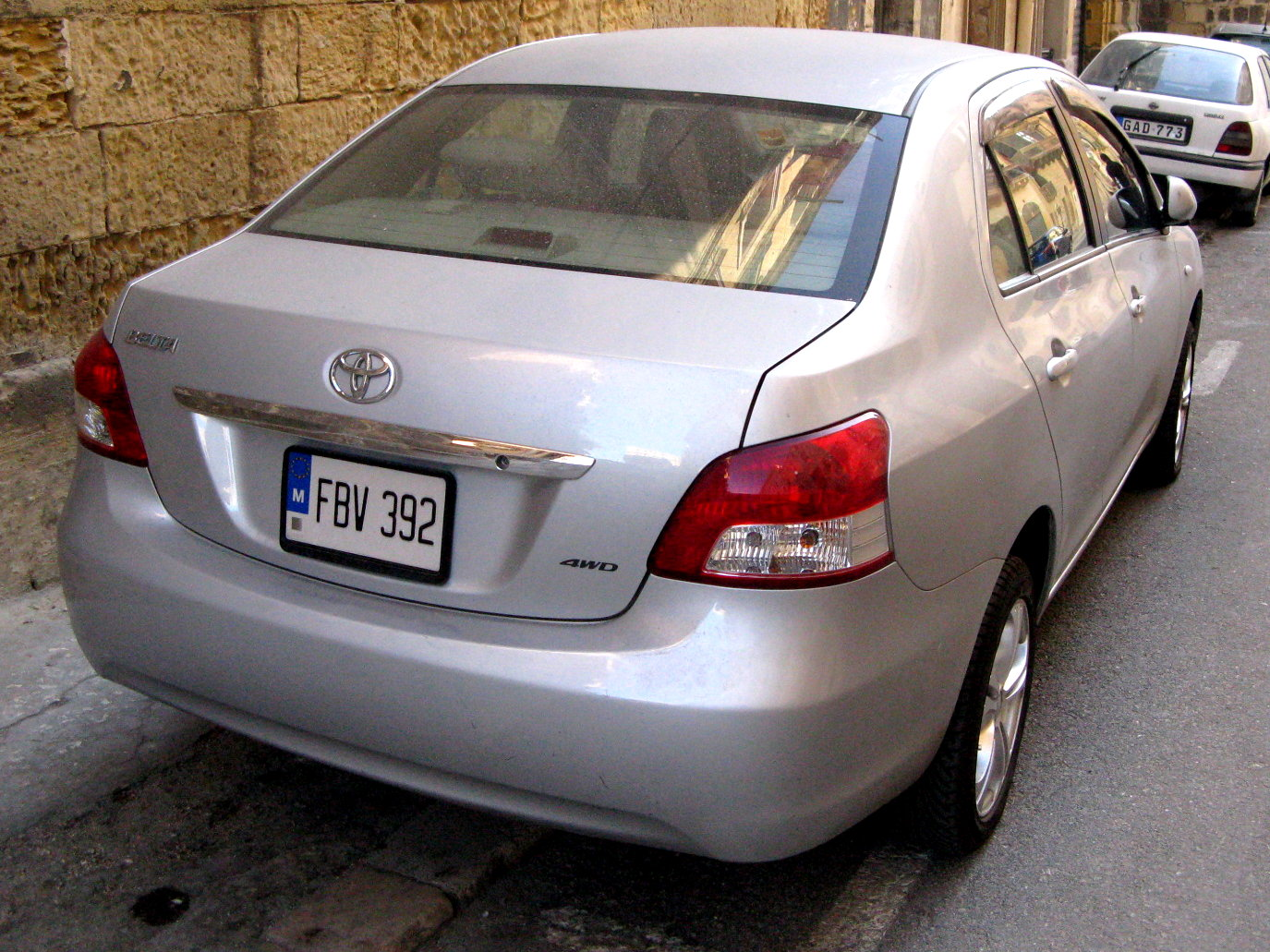
Toyota Belta od tyłu
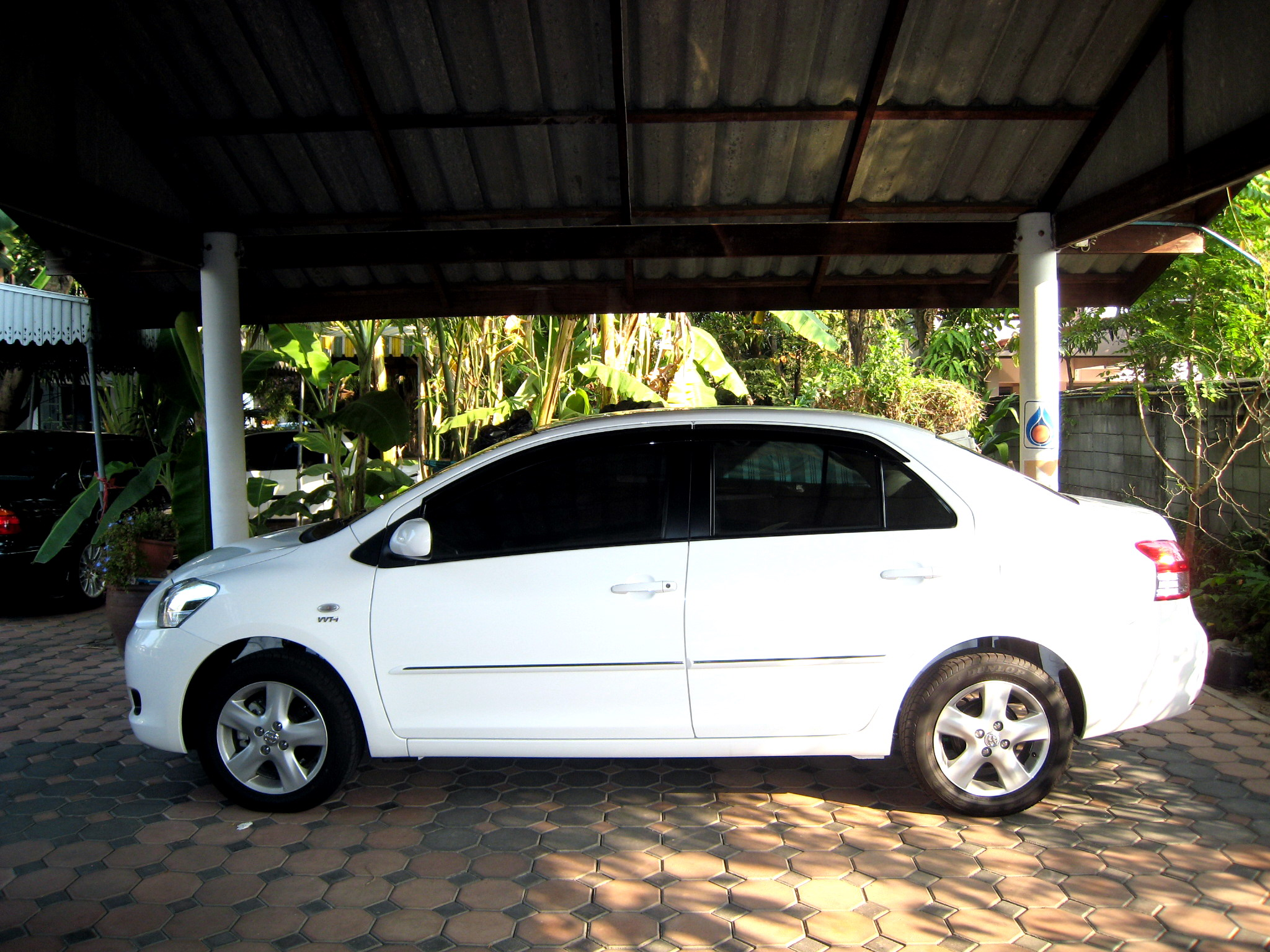
Sylwetka